# Panfin (gioco)
Il Panfin è uno dei giochi di carte della tradizione Chioggiotta. Per meccaniche di partita, ricorda il gioco Bestia, in particolare nella sua variante laziale a quattro carte. Come quest'ultima infatti, ha regole mutuate dal Tressette, dalla Briscola e con richiami al Poker.

## Regole
Il Panfin di norma si gioca in 4 giocatori, ma si può variare in altri casi da un minimo di 2 fino ad un massimo di 6 giocatori con un mazzo da 40 carte trevigiane, distribuite su mani da 4 per ogni giocatore.

### Valore delle carte
L'ordine gerarchico delle carte, dalla più alta alla più bassa, è il seguente: la carta più importante è il Fante di Spade (detto anche "Vecia" nel dialetto locale) che gioca il ruolo di Jolly, può essere usato per completare una sequenza e vince su qualsiasi carta; a seguire il Fante di Bastoni (detto anche "Gobbo") che è il secondo Jolly per importanza del gioco, anch'esso può essere usato per completare una sequenza, perde solo contro la Vecia, ma ha la meglio su tutte le altre carte. Le restanti carte, ordinate per importanza, sono gli Assi, i Re, i Cavalli, i Fanti (restanti di coppe e denari), il 7, 6, 5, 4, 3, 2.

## Fasi di gioco

### Preparazione
- Prima di iniziare la partita vera e propria, tradizionalmente si comincia a distribuire una carta a testa scoperta in senso antiorario ed al primo giocatore a cui capiterà un asso qualsiasi, sarà il primo ad iniziare a fare il Mazzo (questa procedura detta anche l'asso fa el masso) e quindi sarà lui a distribuire le carte nella prima giocata.

### Si inizia a giocare
- Si inizia puntando una quota decisa all'inizio del gioco che sarà sempre la stessa per tutta la partita, mentre per chi è di mazzo la posta vale il doppio;
- Il mazziere, dopo aver mischiato bene le carte senza farle vedere agli avversari, deve poggiare il mazzo di carte sulla tavola e lasciare che il giocatore vicino a lui in senso orario smezzi le carte (lievata): se il giocatore che rileva la carta ha la fortuna di trovare la Vecia (Fante di Spade) vince direttamente la mano senza giocare e può prendere la posta in palio. Se invece il giocatore avesse la fortuna di trovare il Gobbo (Fante di Bastoni), può tenere quella carta togliendola dal mazzo e aggiungerla alla propria mano. N.B.: se durante l'ultima procedura il giocatore dovesse togliere dal mazzo il Gobbo e scoprire che dietro si nascondeva la Vecia ha vinto la partita. Negli altri casi in cui il giocatore rivelando la carta gli capitasse qualsiasi altra carta del mazzo il gioco prosegue con la distribuzione delle carte.

### Prima fase

#### Distribuzione delle carte
Il giocatore di mazzo consegnerà in senso antiorario (da destra verso sinistra) 4 carte per giocatore (3 al giocatore che nel caso avesse preso il Gobbo); terminata la distribuzione, delle restanti carte che rimangono nel mazzo, la prima è posta in cima ad esso rivelata a tutti e il suo seme sarà il dominante (detto "Tronfo" o "Trionfo") nella mano: se ad esempio il giocatore dovesse scoprire che nella prima carta si nasconde un 4 di Coppe, nella seconda fase le carte con le Coppe vinceranno sulle altre carte qualsiasi valore loro abbiano, ad eccezione di Vecia e Gobbo.
Esempi pratici: se la seconda fase sarà dominata dalle Coppe, il giocatore che ha il 2 di Coppe vince contro chi ha il Re di qualsiasi altro seme che non siano le coppe.
Nel caso in cui in cima al mazzo fosse scoperta la Vecia, il giocatore che dà le carte sarà libero di scegliere il seme dominante, scegliendo ovviamente sulla base delle carte nella propria mano.
Viceversa, se dovesse capitare il Gobbo come prima carta, esso non influirebbe sulla prevalenza del seme, che rimarrebbe quello di bastoni.

### Seconda Fase

#### Dichiarazioni
Dopo aver scoperto il seme dominante della partita, il mazziere procede alle dichiarazioni chiedendo in senso antiorario ai giocatori cosa intendono fare.
Da qui ci potrebbero essere tre situazioni: Tengo, Lascio o Servito.
- Nel caso un giocatore dovesse dichiarare Tengo, parteciperà alla seconda fase, dove si terrà le carte buone e cambierà le carte meno opportune con delle nuove (si possono cambiare anche tutte e 4 le carte, sperando nella totale fortuna della seconda mano). N.B.: in alcuni casi, il giocatore potrebbe anche tenere senza cambiare alcuna carta, con l'obiettivo di far pagare il "bollo" (cioè l'intera posta in gioco) agli avversari dopo la fase di cambio, avendo già "vinto" con le carte che ha in mano; tuttavia quest'ultima è una manovra rischiosa, in quanto a seguito della fase di cambio potrebbe esserci un avversario che supera le sue carte e lo potrebbe lasciare a bocca asciutta.
- Nel caso un giocatore dovesse lasciare a causa di carte poco promettenti, terminerà così la propria mano, lasciando la sua posta sul tavolo in palio per chi resta in gioco, non rischiando però di pagare ulteriori penalità.
- Nel caso un giocatore in questa fase dovesse dichiarare di essere Servito, significa che ha 4 carte dello stesso seme (non importa quale) che possono essere anche accompagnate da Vecia e/o Gobbo e vincerebbe la mano, a parte un paio di casi: la prima eventualità potrebbe essere un pareggio nel caso un avversario avesse 4 carte con il seme uguale e vanificando le carte del primo. N.B. in questa fase nessun seme sovrasta l'altro, quindi 4 carte di spade ad esempio valgono come 4 di denari, 4 carte di coppe o 4 carte di bastoni, a prescindere dal seme dominante. La seconda eventualità potrebbe essere quella di lasciare la vincita ad un altro giocatore che abbia tra le mani 4 numeri uguali o accompagnati da uno dei Jolly del gioco.

### Terza Fase

#### La fase finale e i vari tipi di vittoria
Dopo le dichiarazioni, se nessuno ha un punto servito che gli fa vincere direttamente la mano, si passa alla fase finale.

### Nel caso di 4 carte uguali, 3 uguali + Jolly, oppure 2 con Vecia e Gobbo
Da qui i giocatori ricevono carte nuove con le quali si può vincere direttamente tramite diversi punti: con i Naturali, con i Simezi, con i Tronfi e con le False.
I Naturali si ottengono con 4 carte dello stesso numero, ma senza Vecia o Gobbo, vincono in qualsiasi caso e il giocatore che le possiede riceve ulteriori 2 puntate per ogni giocatore del tavolo come "bonus" per la combinazione, anche se il giocatore si era già ritirato dalla mano.
I Simezi si ottengono con delle carte dello stesso numero, ma in questo caso accompagnate da Vecia e/o Gobbo, vincono quasi sempre e sono battuti esclusivamente dai Naturali.
Nel caso si vincesse con i Simezi, si ottiene il piatto sul tavolo e un'ulteriore puntata per ogni giocatore come "bonus" per la combinazione.
I Tronfi' si ottengono con 4 carte del seme che comanda il mazzo, es: la carta di Mazzo è un coppe, se un giocatore in questa fase ha 4 coppe, vuol dire che ha fatto i Tronfi. 
I Tronfi non battono Naturali e Simezi, ma vincono in tutte le altre occasioni.
Nei casi in cui 2 giocatori ottengano i Tronfi, si usano i seguenti criteri per decretare il vincitore:
I Tronfi con la Vecia prevalgono su tutti gli altri;
I Tronfi con il Gobbo prevalgono solo su quelli senza la Vecia;
Nel caso di due Tronfi senza "Jolly", prevalgono quelli con le carte più alte.
Se si ottengono i Tronfi, i giocatori restanti ancora in gioco devono pagare una TASSA DI BOLLO per la prossima puntata che equivale all'ammontare del piatto in gioco.
Si salva soltannto chi in mano ha la Vecia, il Gobbo, chi ha fatto i Tronfi di minor valore o le False.
I Tronfi non esentano dal pagare il bonus extra a chi fa Naturali o Simezi.
Le False si ottengono con una mano di 4 carte di un seme diverso da quello di mazzo.
Le False sono la combinazione di minor valore, che fanno vincere solo nel caso in cui nessun altro avesse combinazioni di carte nominate in precedenza.
Nel caso di sconfitta contro dei Tronfi, le False salvano dal pagare la TASSA DEL BOLLO, ma non esentano dal pagare a chi fa Naturali o Simezi.

### La conquista dei "piatti"
Nel caso nessuno dei giocatori non avesse fatto nessuna delle combinazioni descritte in precedenza, neanche cambiando le carte, si procede cercando di vincere più piatti (mani) possibili.
Si comincia in senso antiorario dal giocatore a destra di chi fa il mazzo.
La carta che era sopra il mazzo ad indicare il seme dominante si aggiunge alla mano del mazziere.
Qui il giocatore che comincia deve giocare una carta sul tavolo e tutti gli altri, sempre in senso antiorario nell'ordine di turno, devono "rispondere" con una carta dello stesso seme che la superi o, se non la posseggono, con una carta del seme prevalente.
Es: Il seme prevalente è Coppe e il primo giocatore butta un 5 di denari; il giocatore successivo deve superarlo con una carta più alta di denari; nel caso non avesse denari, può superarlo anche con un 2 di coppe, poiché prevalente sugli altri semi.
Una delle regole importanti da rispettare in questa fase, è quella del "rispondere".
Es: nel caso non si potesse superare il 5 di denari come nel caso precedente, ma si avesse una carta di denari più bassa, si dovrà rispondere proprio con quella.
In questa fase, la Vecia vince su qualsiasi altra carta e può essere giocata a discrezione del giocatore che la possiede, anche nel caso esso dovesse "rispondere" su un seme presente nella sua mano.
Nel caso la Vecia fosse giocata per prima, gli altri giocatori devranno rispondere con una carta del seme di mazzo "sacrificandola". Nel caso invece si inizi come nel precedente esempio dal 5 di denari, prevarrà la regola di rispondere ai denari, con la Vecia che sovrasterà qualsiasi carta.
Per il Gobbo, valgono le stesse regole della Vecia, ma esso si comporta come una carta di seme dominante (la più forte, in effetti), vincendo su tutto tranne che proprio sulla Vecia.
Nel caso in cui il primo giocatore che deve giocare abbia nella propria mano sia la Vecia che il Gobbo, egli è costretto a giocarle contemporaneamente e tutti gli altri giocatori sono ovviamente tenuti a rispondere con il seme prevalente di mano.
Appena tutti i giocatori restanti hanno giocato una carta ciascuno, chi ha la carta più alta del giro può prendere le carte e tenere il piatto per sé.
Vince la mano e la posta in palio chi ottiene più piatti.
Nel caso di un pareggio 2 a 2, o di 4 persone con un piatto a testa (detto piatto prosciutto o piatto resta), la posta rimane sul tavolo e solo a chi sarà di mazzo nel turno successivo deve aggiungere una puntata ad essa.
Nel caso un giocatore non ottenga nessun piatto finisce al bollo, perdendo e pagando per intero l'ammontare della posta sul tavolo. In questo caso, come nel pareggio, solo chi sarà di mazzo il turno successivo dovrà aggiungere una puntata.